# Elayadi Barbes
Elayadi Barbes là một đô thị thuộc tỉnh Mila, Algérie. Dân số thời điểm năm 2002 là 7.189 người.